# Красноторська селищна рада
Красноторська се́лищна ра́да — орган місцевого самоврядування у складі Краматорської міської ради Донецької області. Адміністративний центр — селище міського типу Красноторка.

## Загальні відомості
- Населення ради: 7904 особи (станом на 2001 рік)

## Населені пункти
Селищній раді підпорядковані населені пункти:
- смт Красноторка
- смт Комишуваха
- смт Малотаранівка
- с. Привілля

## Склад ради
Рада складається з 32 депутатів та голови.
- Голова ради: Панасенко Людмила Михайлівна
- Секретар ради: Алексєєва Світлана Миколаївна

### Керівний склад попередніх скликань
| ПІБ                           | Основні відомості                                                              | Дата обрання | Дата звільнення |
| ----------------------------- | ------------------------------------------------------------------------------ | ------------ | --------------- |
| Купріков Олексій Григорович   | Селищний голова, 1955 року народження, безпартійний                            | 26.03.2006   | 01.08.2006      |
| Киян Іван Павлович            | Селищний голова, 1960 року народження, член Партії регіонів                    | 17.12.2006   | 01.12.2008      |
| Азарянц Володимир Георгійович | Селищний голова, 1984 року народження, освіта вища, член Партії регіонів       | 15.03.2009   | 31.10.2010      |
| Азарянц Володимир Георгійович | Селищний голова, 1984 року народження, освіта вища, член Партії регіонів       | 31.10.2010   | 25.10.2016      |
| Панасенко Людмила Михайлівна  | Селищний голова, 1970 року народження, освіта професійно-технічна, безпартійна | 25.10.2016   |                 |

Примітка: таблиця складена за даними джерела

### Депутати
За результатами місцевих виборів 2010, року:
- Кількість депутатських мандатів у раді: 32
- Кількість депутатських мандатів, отриманих кандидатами у депутати за результатами виборів: 29
- Кількість депутатських мандатів у раді, що залишаються вакантними: 3

#### За суб'єктами висування
| Суб'єкт висування | Кількість обраних депутатів | %    |
| ----------------- | --------------------------- | ---- |
| Партія регіонів   | 27                          | 93,1 |
| Самовисування     | 2                           | 6,9  |

#### За округами
| № округу        | Прізвище, ім'я, по батькові      | Дата визнання обраним | Освіта         | Партійна приналежність | Відомості про обраного депутата                                                                                       |
| --------------- | -------------------------------- | --------------------- | -------------- | ---------------------- | --- |
| Партія регіонів |                                  |                       |                |                        | |
| 1               | Крайній Леонід Миколайович       | 02.11.2010            | Освіта середня | член Партії регіонів   | ДП АФ «Шахтар» ім. Орджонікідзе, тракторист                                                                           |
| 2               | Іващенко Андрій Володимирович    | 02.11.2010            | Освіта середня | позапартійний          | ДП АФ «Шахтар» ім. Орджонікідзе, відділення № 5, електрогазо-зварювальник                                             |
| 3               | Нестор Олександр Михайлович      | 02.11.2010            | Освіта вища    | член Партії регіонів   | ст. Краматорськ, приймоздавальник вантажу та багажу                                                                   |
| 4               | Заратуй Олег Петрович            | 02.11.2010            | Освіта середня | член Партії регіонів   | ПП «Донбасрембуд», електрогазо-зварювальник                                                                           |
| 5               | Кондрашов Михайло Сергійович     | 02.11.2010            | Освіта середня | член Партії регіонів   | ДП АФ «Шахтар» ім. Орджонікідзе, водій                                                                                |
| 6               | Шкарупа Валентина Володимирівна  | 03.11.2010            | Освіта вища    | член Партії регіонів   | тимчасово не працює                                                                                                   |
| 7               | Крамський Володимир Іванович     | 02.11.2010            | Освіта середня | член Партії регіонів   | ЗАТ «Новокраматорський машинобудівний завод», КПЦ-2, бригадир                                                         |
| 8               | Бєлостоцька Світлана Іванівна    | 02.11.2010            | Освіта середня | член Партії регіонів   | бібліотека ім. С.Єсеніна, бібліотекар                                                                                 |
| 11              | Панасенко Людмила Михайлівна     | 02.11.2010            | Освіта середня | член Партії регіонів   | Красноторська селищна рада, секретар                                                                                  |
| 12              | Дьоміна Олена Олександрівна      | 02.11.2010            | Освіта середня | член Партії регіонів   | приватний підприємець                                                                                                 |
| 14              | Шостак Галина Сергіївна          | 03.11.2010            | Освіта середня | член Партії регіонів   | загальноосвітня школа № 33, прибиральник службових приміщень                                                          |
| 15              | Українець Тетяна Миколаївна      | 02.11.2010            | Освіта середня | член Партії регіонів   | Красноторська селищна рада, охоронець                                                                                 |
| 17              | Брацун Олексій Тихонович         | 02.11.2010            | Освіта середня | член Партії регіонів   | пенсіонер |
| 18              | Алексеєв Остап Володимирович     | 02.11.2010            | Освіта середня | член Партії регіонів   | Донбаський інститут техніки і менеджменту ЗАТ «Міжнародний науково-дослідний університет ім. акад. Ю. Бугая», студент |
| 19              | Алексеєва Світлана Миколаївна    | 02.11.2010            | Освіта вища    | член Партії регіонів   | Красноторська селищна рада, спеціаліст виконкому 2 категорії                                                          |
| 20              | Андрюхіна Людмила Герхардасівна  | 02.11.2010            | Освіта середня | член Партії регіонів   | тимчасово не працює                                                                                                   |
| 21              | Єльчева Людмила Георгіївна       | 02.11.2010            | Освіта середня | член Партії регіонів   | дитячий заклад № 37, помічник вихователя                                                                              |
| 22              | Єльчев Сергій Васильович         | 02.11.2010            | Освіта середня | член Партії регіонів   | ЗАТ «Новокраматорський машинобудівний завод», токар                                                                   |
| 23              | Савченко Віктор Леонідович       | 02.11.2010            | Освіта вища    | член Партії регіонів   | ЗАТ «Новокраматорський машинобудівний завод», старший майстер плавки                                                  |
| 24              | Зуєв Микола Тихонович            | 02.11.2010            | Освіта середня | член Партії регіонів   | пенсіонер |
| 25              | Білобородькр Оксана Миколаївна   | 02.11.2010            | Освіта середня | член Партії регіонів   | поштове відділення № 14 смт Малотаранівка, начальник                                                                  |
| 26              | Внуков Андрій Вікторович         | 02.11.2010            | Освіта вища    | член Партії регіонів   | ЗАТ «Новокраматорський машинобудівний завод», майстер цеха № 5                                                        |
| 27              | М'якинський Сергій Володимирович | 02.11.2010            | Освіта вища    | член Партії регіонів   | приватний підприємець                                                                                                 |
| 28              | Рибалка Олена Олегівна           | 02.11.2010            | Освіта вища    | член Партії регіонів   | тимчасово не працює                                                                                                   |
| 29              | Сафонов Микола Васильович        | 02.11.2010            | Освіта вища    | член Партії регіонів   | ЗАТ "Краматорський завод «Теплоприбор», головний інженер                                                              |
| 30              | Балаба Марина Володимирівна      | 02.11.2010            | Освіта вища    | член Партії регіонів   | ПП «Балаба О.А», робітник                                                                                             |
| 32              | Лавриненко Олексій Євгенович     | 02.11.2010            | Освіта вища    | член Партії регіонів   | приватний підприємець                                                                                                 |
| Самовисування   |                                  |                       |                |                        | |
| 10              | Авдєєва Людмила Юріївна          | 02.11.2010            | Освіта вища    | позапартійна           | тимчасово не працює                                                                                                   |
| 31              | Пономарьова Олена Олександрівна  | 02.11.2010            | Освіта середня | позапартійна           | дитячий притулок, техпрацівник                                                                                        |

Депутати
За результатами місцевих виборів 2015, року, Місцеві вибори в Україні 2015
| № ВО | Прізвище, ім'я, по батькові      | Ким висунуто  | Відомості |
| 1    | Крайній Леонід Миколайович       | Самовисування | Громадянин України, народився 03.07.1965 р., освіта загальна середня, безпартійний, Тимчасовао не працює, місце проживання: с.Привілля, Красноторська селищна рада, м.Краматорськ, Донецька обл.               |
| 2    | Заратуй Олег Петрович            | Самовисування | Громадянин України, народився 06.06.1973 р., освіта професійно-технічна, безпартійний, Міжрейтеплосіть м.Краматорськ, Електрогазозварювальник, місце проживання: смт Красноторка, м.Краматорськ, Донецька обл. |
| 3    | Алексеєва Світлана Миколаївна    | Самовисування | Громадянка України, народилася 25.01.1969 р., освіта вища, безпартійна, Красноторська селищна рада, Спеціаліст виконкому, місце проживання: смт Красноторка, м.Краматорськ, Донецька обл.                      |
| 4    | Шкарупа Валентина Володимирівна  | Самовисування | Громадянка України, народилася 27.07.1969 р., освіта вища, безпартійна, Філія № 17 ім. А.Чехова, Бібліотекар-бібліограф, місце проживання: смт Красноторка, м.Краматорськ, Донецька обл.                       |
| 5    | Крамський Володимир Іванович     | Самовисування | Громадянин України, народився 27.07.1962 р., освіта професійно-технічна, безпартійний, пенсіонер, місце проживання: смт Красноторка, м.Краматорськ, Донецька обл.                                              |
| 6    | Авдеєєва Людмила Юріївна         | Самовисування | Громадянка України, народилася 28.11.1967 р., освіта вища, безпартійна, ООО "Автостандарт-СВ", Менеджер, місце проживання: смт Красноторка, м.Краматорськ, Донецька обл.                                       |
| 7    | Чеснокова Тетяна Микитівна       | Самовисування | Громадянка України, народилася 05.01.1962 р., освіта вища, безпартійна, Головний спеціаліст, УТиСЗН, місце проживання: смт Красноторка, м.Краматорськ, Донецька обл.                                           |
| 8    | Аннабердієва Тетяна Миколаївна   | Самовисування | Громадянка України, народилася 22.06.1970 р., освіта вища, безпартійна, ЗОШ№33, Директор школа, місце проживання: смт Красноторка, м.Краматорськ, Донецька обл.                                                |
| 9    | Санжура Віроніка Сергіївна       | Самовисування | Громадянка України, народилася 01.06.1995 р., освіта вища, безпартійна, Красноторська селищна рада, Діловод, місце проживання: смт Красноторка, м.Краматорськ, Донецька обл.                                   |
| 10   | Шостак Галина Сергіївна          | Самовисування | Громадянка України, народилася 13.11.1949 р., освіта професійно-технічна, безпартійна, пенсіонер, місце проживання: смт Красноторка, м.Краматорськ, Донецька обл.                                              |
| 11   | Панасенко Людмила Михайлівна     | Самовисування | Громадянка України, народилася 18.03.1970 р., освіта професійно-технічна, безпартійна, Красноторська селищна рада, Секретар ради, місце проживання: смт Красноторка, м.Краматорськ, Донецька обл.              |
| 12   | Скворцова Світлана Іванівна      | Самовисування | Громадянка України, народилася 05.09.1965 р., освіта загальна середня, безпартійна, МК ДДМА, Прибиральниця, місце проживання: смт Малотаранівка, Красноторська селищна рада, м.Краматорськ, Донецька обл.      |
| 13   | Неведрова Олександра Геннадіївна | Самовисування | Громадянка України, народилася 08.11.1986 р., освіта вища, безпартійна, Тимчасово безробітна, місце проживання: смт Красноторка, м.Краматорськ, Донецька обл.                                                  |
| 14   | Азарянц Наталія Григорівна       | Самовисування | Громадянка України, народилася 04.02.1987 р., освіта вища, безпартійна, БК "Міленіум", Керівник гуртка, місце проживання: смт Красноторка, м.Краматорськ, Донецька обл.                                        |
| 15   | Андрюхіна Людмила Герхардасівна  | Самовисування | Громадянка України, народилася 09.03.1963 р., освіта професійно-технічна, безпартійна, ТОВ "КФЗ", Чергова ПЦС, місце проживання: смт Малотаранівка, Красноторська селищна рада, м.Краматорськ, Донецька обл.   |
| 16   | Щербина Сергій Вікторович        | Самовисування | Громадянин України, народився 09.12.1965 р., освіта професійно-технічна, безпартійний, АТП 11410, водій, місце проживання: м.Краматорськ, Донецька обл.                                                        |
| 17   | Алексеєв Остап Володимирович     | Самовисування | Громадянин України, народився 01.10.1992 р., освіта вища, безпартійний, Краматорський військовий комісаріат, Проходе службу, місце проживання: смт Красноторка, м.Краматорськ, Донецька обл.                   |
| 18   | Астахова Тетяна Вікторівна       | Самовисування | Громадянка України, народилася 13.02.1984 р., освіта загальна середня, безпартійна, ТОВ "КФЗ", Прибиральниця, місце проживання: смт Малотаранівка, Красноторська селищна рада, м.Краматорськ, Донецька обл.    |
| 19   | Вовченко Надія Павлівна          | Самовисування | Громадянка України, народилася 09.12.1957 р., освіта професійно-технічна, безпартійна, БК "Міленіум", Керівник гуртка, місце проживання: смт Красноторка, м.Краматорськ, Донецька обл.                         |
| 20   | Маматов Іван Миколайович         | Самовисування | Громадянин України, народився 16.09.1980 р., освіта загальна середня, безпартійний, ГУ МННС, Службовець, місце проживання: смт Малотаранівка, Красноторська селищна рада, м.Краматорськ, Донецька обл.         |
| 21   | Єльчева Людмила Георгіївна       | Самовисування | Громадянка України, народилася 20.12.1958 р., освіта професійно-технічна, безпартійна, пенсіонер, місце проживання: смт Малотаранівка, Красноторська селищна рада, м.Краматорськ, Донецька обл.                |
| 22   | Стефанишина Лілія Олександрівна  | Самовисування | Громадянка України, народилася 24.08.1990 р., освіта вища, безпартійна, Тимчасово безробітна, місце проживання: смт Малотаранівка, Красноторська селищна рада, м.Краматорськ, Донецька обл.                    |
| 23   | Сагайдачна Галина Анатоліївна    | Самовисування | Громадянка України, народилася 09.06.1963 р., освіта вища, безпартійна, БК "Міленіум", Прибиральниця, місце проживання: смт Красноторка, м.Краматорськ, Донецька обл.                                          |
| 24   | Сафонов Микола Васильович        | Самовисування | Громадянин України, народився 05.04.1953 р., освіта вища, безпартійний, пенсіонер, місце проживання: смт Малотаранівка, Красноторська селищна рада, м.Краматорськ, Донецька обл.                               |
| 25   | Стефанишина Марина Олександрівна | Самовисування | Громадянка України, народилася 02.08.1992 р., освіта вища, безпартійна, Тимчасово безробітна, місце проживання: смт Малотаранівка, Красноторська селищна рада, м.Краматорськ, Донецька обл.                    |
| 26   | Айдінов Ільдар Біналійович       | Самовисування | Громадянин України, народився 28.10.1978 р., освіта загальна середня, безпартійний, Підприємець, місце проживання: смт Комишуваха, Красноторська селищна рада, м.Краматорськ, Донецька обл.                    |